# Ponerorchis graminifolia
Ponerorchis graminifolia es una especie perteneciente a la familia de las orquídeas (Orchidaceae) que se distribuye por Japón, es de hábito terrestres y tiene tubérculos.

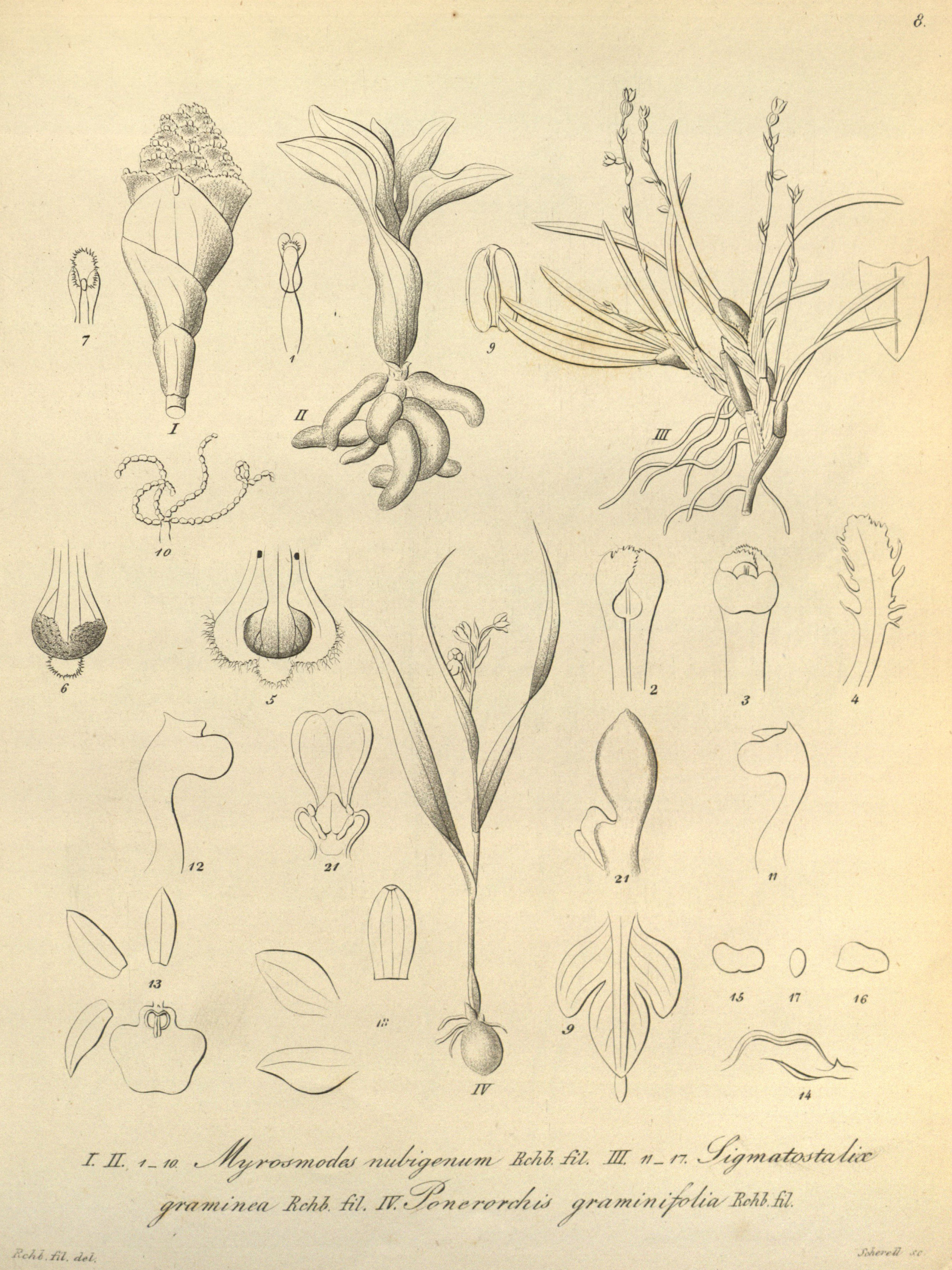
Ilustración

## Descripción
Las hojas son oblongas con una longitud de 5 cm, crecen desde los nódulos subterráneos que tienen un tamaño máximo de 6 cm y son redondos

Las inflorescencias que son erectas en espiga, salen de la roseta basal de hojas estando cubierto el tallo en 1/3 por una bráctea color verde claro.

Presenta una densa floración con flores pequeñas. Los tres sépalo son iguales en tamaño estando sueltos divergentes hacia los lados y forman una especie de casco, que cubre la columna. Los sépalos presentan un color blanco rosado uniforme en el haz, y unas nervaduras de color rosa intenso en el envés.
 
El labelo sobresale debajo del casco 2/3 partes es de color rosa intenso por los bordes con línea blanca en el centro manchada con zonas de color rosa más intenso.  El labelo presenta una indentación en el extremo de la parte inferior con dos lóbulos estrechos y una espuela reducida en el apéndice intermedio. También presenta dos lóbulos, uno a cada lado en la parte inferior que están ligeramente arqueados hacia fuera y hacia abajo. Estos lóbulos le dan el aspecto de letra H al labelo. Tiene dos pétalos más muy reducidos.
 
Floreciendo desde abril hasta junio. El color puede variar desde blanco a diferentes tonos de rosa.

## Hábitat y distribución
Se desarrolla en prados y terrenos a la luz solar directa o media sombra. Es nativa de Japón.

## Usos medicinales
La harina de sus tubérculos llamada salep es muy nutritiva y demulcente. Se usa en dietas especiales de convalecientes y niños. Es muy rica en mucílago y forma una demulcente y suave gelatina que se usa para el canal gastrointestinal irritado. Una parte de harina con cincuenta partes de agua son suficientes para formar la gelatina. El tubérculo para preparar la harina debe ser recolectado cuando la planta está recién seca después de la floración y cuando ha soltado las semillas.

## Taxonomía
Ponerorchis graminifolia fue descrita por Heinrich Gustav Reichenbach y publicado en Linnaea 25: 228. 1852.
Etimología
Estas  orquídeas reciben su nombre del griego όρχις "orchis", que significa testículo, por la apariencia de los tubérculos subterráneos en algunas especies terrestres. La palabra 'orchis' la usó por primera vez  Teofrasto (371/372 - 287/286 a. C.), en su libro  "De historia plantarum" (La historia natural de las plantas). Fue discípulo de Aristóteles y está considerado como el padre de la Botánica y de la Ecología.
graminifolia: epíteto latino que significa que sus hojas son parecidas a las de las gramíneas". 
Sinonimia
- Gymnadenia graminifolia (Rchb.f.) Rchb.f.
- Gymnadenia rupestris Miq.
- Orchis graminifolia (Rchb.f.) Tang & F.T.Wang
- Orchis graminifolia var. chidori (Soó) M.Hiroe
- Orchis graminifolia var. suzukiana Ohwi
- Orchis rupestre var. chidori Soó
- Orchis rupestris (Miq.) Schltr.
- Phaniasia pulchella Blume ex Miq.
- Ponerorchis graminifolia var. suzukiana (Ohwi) Soó
- Ponerorchis suzukiana (Ohwi) J.M.H.Shaw[2][3]